# Gran Premio de Alemania de Motociclismo de 1965
El Gran Premio de Alemania de Motociclismo de 1965 fue la segunda prueba de la temporada 1965 del Campeonato Mundial de Motociclismo. El Gran Premio se disputó el 24 de abril de 1965 en el Circuito de Nürburgring.

## Resultados 500cc
Quedó absolutamente claro cuán poderoso se había vuelto la MV Agusta 500 4C. En lluvia, Mike Hailwood hizo récord después de la vuelta y ganó por delante de Giacomo Agostini, quien debutaba en la categoría. Walter Scheimann terminó tercero a una vuelta.
| Pos.    | Piloto                 | Equipo    | Tiempo     | Pts. |
| ------- | ---------------------- | --------- | ---------- | ---- |
| 1       | Mike Hailwood          | MV Agusta | 1:27"08'0  | 8    |
| 2       | Giacomo Agostini       | MV Agusta | +1"39'6    | 6    |
| 3       | Walter Scheimann       | Norton    | +1 Vuelta  | 4    |
| 4       | Jack Findlay           | Matchless | +2 Vueltas | 3    |
| 5       | Eduard Lenz            | Matchless | +2 Vueltas | 2    |
| 6       | Billie Nelson          | Norton    | +2 Vueltas | 1    |
| 7       | Lewis Young            | Matchless |            |      |
| 8       | Hans-Jürgen Melcher    | Norton    |            |      |
| 9       | Hans-Otto Butenuth     | BMW       |            |      |
| 10      | Hans Schmidt           | BMW       |            |      |
| 11      | Manfred Gäckle         | Norton    |            |      |
| 12      | Bernhard Bockelmann    | Norton    |            |      |
| 13      | Siegfried Springenberg | Horex     |            |      |
| 14      | Ernst Weiss            | Norton    |            |      |
| 15      | Hans Föhr              | Matchless |            |      |
| Ret     | Jack Ahearn            | Norton    | Ret        |      |
| Ret     | Oliver Howe            | Norton    | Ret        |      |
| Ret     | Gyula Marsovszky       | Matchless | Ret        |      |
| Ret     | Albert Häring          | Norton    | Ret        |      |
| Ret     | Hartmut Allner         | BMW       | Ret        |      |
| Ret     | Heiner Butz            | Norton    | Ret        |      |
| Ret     | Horst Seidl            | Norton    | Ret        |      |
| Ret     | Karl-Heinz Ewing       | Norton    | Ret        |      |
| Ret     | Klaus Enders           | Norton    | Ret        |      |
| Ret     | Lothar John            | Norton    | Ret        |      |
| Ret     | Manfred Zeller         | Matchless | Ret        |      |
| Ret     | Rolf Thiemig           | Norton    | Ret        |      |
| Ret     | Dan Shorey             | Norton    | Ret        |      |
| Ret     | Derek Lee              | Matchless | Ret        |      |
| Ret     | Maurice Hawthorne      | Norton    | Ret        |      |
| Ret     | Bert Oosterhuis        | Norton    | Ret        |      |
| Ret     | Graham Dickson         | Norton    | Ret        |      |
| Ret     | Endel Kiisa            | Vostok    | Ret        |      |
| Ret     | Anthony Woodman        | Matchless | Ret        |      |
| Ret     | Abbey de Kock          | Norton    | Ret        |      |
| Ret     | Ian Burne              | Norton    | Ret        |      |
| Ret     | Paddy Driver           | Matchless | Ret        |      |
| Fuente: |                        |           |            |      |

## Resultados 350cc
En la primera carrera de 350cc, Giacomo Agostini con su nueva MV Agusta de tres cilindros ganó por delante de su compañero de equipo Mike Hailwood y Gustav Havel con un Jawa, mientras que Jim Redman (Honda) cayó en su persecución bajo la lluvia y se rompió la clavícula.
| Pos. | Piloto            | Moto      | Tiempo | Pts. |
| ---- | ----------------- | --------- | ------ | ---- |
| 1    | Giacomo Agostini  | MV Agusta |        | 8    |
| 2    | Mike Hailwood     | MV Agusta |        | 6    |
| 3    | Gustav Havel      | Jawa      |        | 4    |
| 4    | Renzo Pasolini    | Aermacchi |        | 3    |
| 5    | Endel Kiisa       | CKEB      |        | 2    |
| 6    | Paddy Driver      | AJS       |        | 1    |
| 7    | Jack Ahearn       | Norton    |        |      |
| 8    | Jack Findlay      | AJS       |        |      |
| Ret  | Jim Redman        | Honda     | Ret    |      |
| Ret  | Gilberto Milani   | Aermacchi | Ret    |      |
| Ret  | František Šťastný | Jawa      | Ret    |      |

## Resultados 250cc
En el cuarto de litro, Honda no podía nada frente a Read y Mike Duff con sus Yamahas. Redman se había roto una clavícula el sábado después de una caída en la carrera de 350cc y no pudo comenzar el domingo y Bruce Beale ya había caído en los entrenamientos. Alan Shepherd había terminado su carrera, por lo que no quedaban corredores de fábrica para comenzar en la carrera de 250cc. Phil Read y Mike Duff cabalgaron con los dos cilindros Yamaha RD 56 y se convirtieron en primer y segundo lugar, con Ramón Torras (Bultaco). Tercer lugar. También Benelli en realidad perdió puntos aquí porque su primer esposo Tarquinio Provini no vino a Alemania.
| Pos. | Piloto              | Moto      | Tiempo    | Pts. |
| ---- | ------------------- | --------- | --------- | ---- |
| 1    | Phil Read           | Yamaha    | 48' 16" 4 | 8    |
| 2    | Mike Duff           | Yamaha    | +0" 9     | 6    |
| 3    | Ramón Torras        | Bultaco   | +1'26" 7  | 4    |
| 4    | Giuseppe Visenzi    | Aermacchi | +1 giro   | 3    |
| 5    | Günter Beer         | Bultaco   | +1 Vuelta | 2    |
| 6    | Gilberto Milani     | Aermacchi | +1 Vuelta | 1    |
| 7    | Gerhard Thurow      | Adler     | +1 Vuelta |      |
| 8    | Graham Dickson      | Bultaco   | +1 Vuelta |      |
| 9    | Siegfried Lohmann   | Yamaha    | +1 Vuelta |      |
| 10   | Horst Seidl         | Bultaco   | +1 Vuelta |      |
| 11   | Derek Woodman       | MZ        |           |      |
| Ret  | Jan Huberts         | Bultaco   | Ret       |      |
| Ret  | Frank Perris        | Suzuki    | Ret       |      |
| Ret  | José María Busquets | Montesa   | Ret       |      |
| Ret  | Jim Redman          | Honda     | Ret       |      |
| Ret  | Barry Smith         | Yamaha    | Ret       |      |

## Resultados 125cc
En el octavo de litro, Honda salió rápido al comienzo pero quedó dolorosamente claro que la 2RC 146 ya no era lo suficientemente potente y tanto Luigi Taveri como Ralph Bryans acabaron cayendo. Hugh Anderson también ganó aquí y le seguía Ernst Degner le siguió pero volvió al box por problemas con el encendido. Como resultado, Frank Perris quedó en segundo lugar por delante del español Ramón Torras con una Bultaco.
| Pos. | Piloto               | Moto     | Tiempo    | Pts. |
| ---- | -------------------- | -------- | --------- | ---- |
| 1    | Hugh Anderson        | Suzuki   | 48' 01" 7 | 8    |
| 2    | Frank Perris         | Suzuki   | +55" 6    | 6    |
| 3    | Ramón Torras         | Bultaco  | +2' 22" 1 | 4    |
| 4    | Ernst Degner         | Suzuki   | +3' 13" 7 | 3    |
| 5    | Derek Woodman        | MZ       | +3' 26" 5 | 2    |
| 6    | Walter Scheimann     | Kreidler | +3' 36" 8 | 1    |
| 7    | Giuseppe Visenzi     | Honda    |           |      |
| 8    | Peter Eser           | Honda    |           |      |
| 9    | Gustav Havel         | Jawa     |           |      |
| 10   | František Boček      | Jawa     |           |      |
| 11   | Karl-Heinz Neddenien | Honda    |           |      |
| Ret  | Ralph Bryans         | Honda    | Ret       |      |
| Ret  | Luigi Taveri         | Honda    | Ret       |      |

## Resultados 50cc
Sorprendentemente, tanto Suzuki como Kreidler realmente no pudieron seguir la estela de Honda, aunque sí una joven promesa de Derbiː Ángel Nieto. el zamorano incluso arrebató el liderato de Ralph Bryans durante unas cuantas vueltas. Finalmente Nieto terminó quinto por delante de Hans-Georg Anscheidt.
| Pos. | Piloto               | Moto     | Tiempo    | Pts. |
| ---- | -------------------- | -------- | --------- | ---- |
| 1    | Ralph Bryans         | Honda    | 51' 06" 8 | 8    |
| 2    | Luigi Taveri         | Honda    | +17" 8    | 6    |
| 3    | Hugh Anderson        | Suzuki   | +18" 6    | 4    |
| 4    | Mitsuo Itoh          | Suzuki   |           | 3    |
| 5    | Ángel Nieto          | Derbi    |           | 2    |
| 6    | Hans-Georg Anscheidt | Kreidler |           | 1    |
| 7    | Rudolf Kunz          | Kreidler |           |      |
| 8    | Cees van Dongen      | Kreidler |           |      |
| 9    | Horst Rauber         | Honda    |           |      |
| 10   | Peter Eser           | Honda    |           |      |
| Ret  | José María Busquets  | Derbi    | Ret       |      |
| Ret  | Ernst Degner         | Suzuki   | Ret       |      |